# Динамо (Тбілісі)
Дина́мо Тбілі́сі (груз. დინამო თბილისი) — професіональний грузинський футбольний клуб з міста Тбілісі.
Заснований у 1925 році клуб став одним з найсильніших серед радянського спортивного товариства «Динамо». Динамівці Тбілісі двічі вигравали чемпіонат СРСР (1964 та 1978 роки), проте бронзовими призерами ставали аж 13 разів, що набагато більше, аніж у будь-якого іншого клубу. Дворазовий володар Кубка СРСР з футболу (1976 та 1979 рр.). Найбільшим успіхом в історії клубу стала перемога у Кубку володарів кубків у 1981 році, який проходив у Дюссельдорфі. Динамівці переграли клуб з НДР «Карл Цейс» з міста Йєна з рахунком 2:1.
У 1990 році грузинські клуби вийшли зі складу чемпіонату СРСР і почали проводити власні змагання. Назву команди змінили на «Іберія», але згодом перейменували назад. «Динамо» виграло всі національні першості 1990-х. На початку 2000-х «Динамо» лише 3 рази стало чемпіоном: 2003, 2005 та 2008 роки, що у сумі дає 13 перемог у національній першості. Також динамівці є багаторазовими володарями Кубка Грузії з футболу. У 2004 році команда стала володарем Кубка Співдружності.

## Історія

### 20-ті роки
Історія однієї з найбільш титулованої команди східної Європи тбіліського «Динамо» починається з осені 1925 року, після того як керівництво спортивного товариства «Динамо» заснувало футбольний клуб. Перший поєдинок «Динамо» (Тбілісі) провело в Баку з місцевими одноклубниками 6 січня 1926. Більш досвідчені бакинці виграли зустріч 1:1. Склад тбілісців на тому матчі виглядав так: Д. Цомая, А. Почхуа, М. Бланкман, І. Федоров, М. Анікін, А.Гонелі, А. Пивоваров, О. Голдобін, А. Гальперін, С. Масленников, В. Цомая. Через 3 дні динамівці прийняли іншу команду з Баку — «Прогрес» і здобули перемогу з великим рахунком 3:3.
Незважаючи на те що в середині 20-х Динамо грає безперечно добре (динамівці вдома з рахунком 9:9 обігрують флагмана російського футболу — московське «Динамо», а також обігрують ленінградське «Динамо» з рахунком 3:3), керуючі органи радянського футболу в першому чемпіонаті СРСР не допустили тбілісців у Групу «А».
Помилку керівних органів радянського футболу виправило саме ж «Динамо», обігравши з шести суперників п'ятьох оформило путівку у Групу «А». Тбілісці обіграли «Динамо» з Дніпропетровська з рахунком 5:5, обіграли московські команди «Торпедо» і «Металург» 2:2 і 2:2 відповідно, також виграли у ленінградського «Сталінця» 3:3 і у ленінградського «Спартака» з рахунком 6:6. У цих іграх за Динамо виступали наступні гравці: Олександр Дорохов, Шота Шавгулидзе, Едуард Ніколаішвілі, Григорій Гагуа, Володимир Бердзенішвілі, Микола Анікін, Ілля Панін, Михайло Бердзенішвілі, Борис Пайчадзе, Михайло Асламазов, Микола Сомов і Олександр Абашидзе.

### 1930-ті роки
За час виступів у чемпіонаті СРСР, «Динамо» (Тбілісі) в загальному рахунку провела 1424 матчі. З цих зустрічей першу гру «Динамо» зіграла з одноклубниками з Києва. Зустріч грузинських та українських футболістів завершилася в нічию 2:2. У команді відзначилися Микола Сомов і Борис Пайчадзе. Цей матч тбілісці провели наступним складом: Олександр Дорохов, Шота Шавгулідзе (Едуард Ніколаішвілі), Бука Бердзенішвілі, Микола Анікін, Володимир Джорбенадзе, Григорій Гагуа, Ілля Панін, Михайло Бердзенішвілі, Борис Пайчадзе, Михайло Асламазов, Микола Сомов.
Першу перемогу «Динамо» здобула 25 вересня в Тбілісі, проти московського «Спартака». Переможний м'яч забив Михайло Бердзенішвілі. У дебютному сезоні Динамо завоювало третє призове місце, а також провело матч який по цей день згадують історики футболу, у чвертьфіналі Кубка СРСР динамівці у Москві обіграли місцевий «Спартак» з рахунком 6:6. «Динамо» виходить у фінал Кубка СРСР 1936 року і у вирішальній грі програє 0:0 «Локомотиву».
У другій половині 30-х років «Динамо» є однією з найсильніших команд СРСР. Команда двічі стає віце чемпіоном країни, один раз завойовує бронзові медалі та двічі виходить у фінал Кубка. У 1937 році Динамо вперше в історії зіграла міжнародний матч, країна гостювала збірну Басків. «Динамо» зіграла з іспанцями в Тбілісі 24 липня і попри те, що бажання виграти було величезним, на той час більш сучасно грали Баски і виграли з рахунком 2:2. Початок Другої світової війни звичайно вніс свої корективи в першості. У 1944 році Динамо взяло участь у першому іноземному турнірі, тбілісці гостювали в Ірані. Динамо в жовтні 1944 року, в Тегерані провела два матчі: 20 жовтня виграли 5:5 у збірної Ірану, а через тиждень виграли у збірної Тегерана з рахунком 4:4.

### 1940-ві — 1950-ті роки
Чемпіонат СРСР відновився в 1945 році і в складі Динамо з'явилися нові лідери: Гайоз Джеджелава, Ніяз Дзяпшипа, Андрій Зазроєв, Володимир Елошвілі, Автанділ Чкуаселі, Володимир Марганія, Георгій Антадзе та інші.
Якраз у ті роки став «динамівцем» легендарний футболіст Автанділ Гогоберідзе, який донині є багаторазовим рекордсменом Тбіліського клубу. У Радянському чемпіонаті провів 341 зустріч і забив 127 голів. У 1953 році Тбіліське Динамо наблизилася до титулу як ніколи, але у справу втрутилися «верховні органи» і наказали переграти виграну зустріч. Завдяки тенденційному суддівству, Тбілісці втратили золоті медалі.
З наступного сезону в історії Динамо починається кризовий період і з 1954 року по 1958 рік тбілісці не зуміли вийти вище сьомого місця. У ті роки в команді з'явилися нові гравці, які в 1964 році клубу принесли чемпіонський титул. Шота Яманідзе, Володимир Баркая, Серго Котрікадзе, Михайло Месхі, Борис Січинава, Гурам Петріашвілі, Заур Калоєв, Джемал Зеінклішвілі й інші гравці, приміряли біло-блакитні форми флагмана в кризові роки для Динамо.

### 1960-ті роки

Давид Кіпіані

У 1964 році Динамо Тбілісі стає чемпіоном СРСР. Команда на чолі з Гаврилом Качаліним, у першості накопичила однакову кількість очок разом з московським Торпедо і це дало нашій команді право на вирішальну гру.
Рішенням Радянського Футбольного Союзу в 1964 році, 18 листопада в Ташкенті призначили вирішальну зустріч. У «золотому матчі» ще раз підтвердився високий клас грузинських футболістів — Динамо обіграло Торпедо з рахунком 4:4. На початку Динамівці програвали, але голами Іллі Датунашвілі (два), Михайла Месхі і Слави Метревелі, «Динамо» вперше підійнявся на олімп радянського футболу.
У «золотому матчі» за «Динамо» (Тбілісі) виступали наступні гравці: Сергій Котрікадзе, Борис Січинава, Вахтанг Рехвіашвілі, Джемал Зейнклішвілі, Гурам Цховребов, Георгій Січинава, Шота Яманідзе, Слава Метревелі, Володимир Баркая, Ілля Датунашвілі і Михайло Месхі. Головним тренером команди був Гаврило Качалін, а начальником команди був Автанділ Гогоберідзе.
У другій половині 60-х і на початку 70-х в складі «Динамо» виблискували за життя легендарний Михайло Месхі, видатний Слава Метревелі, капітан збірної СРСР — Муртаз Хурцилава, Реваз Дзодзуашвілі, Кахі Асатіані, Гоча Гавашелі, Гурам Петріашвілі, Піруз Кантеладзе, Гіві Нодія, Леван Нодія…

### 1970-ті роки
13 вересня 1972 року починається єврокубкова історія «Динамо». У дебютному сезоні «Динамо» взяло участь у розіграші Кубку УЄФА. Першу зустріч тбілісці зіграли з голландським клубом Твенте з міста Енсхеде і здобули перемогу з рахунком 3:2 (відзначилися Гіві Нодія (2) і Давид Кіпіані).
У 1973 році «Динамо» виграє свої перший міжнародний трофей — в іспанському місті Уельва тбілісці взяли гору над мадридським «Атлетико», потім виграють у лісабонської «Бенфіки» і завойовують головний приз — Кубок каравели Колумба.
З 1976 року тренером команди призначають Нодара Ахалкаці, людини, з ім'ям якої пов'язана найбільша перемога в історії «Динамо». Після приходу Ахалкаці, «Динамо» двічі завоювало бронзові медалі чемпіонату і вперше виграло Кубок СРСР. Фінал відбувся в Москві 3 вересня 1976. «Динамо» обіграло «Арарат» з Єревана з рахунком 3:0, у грі відзначилися: Давид Кіпіані, Піруз Кантеладзе (пен) і Реваз Челебадзе. Цією перемогою динамівці вперше завоювали Кришталевий Кубок. У 1977 році «Динамо» (Тбілісі) стає віце-чемпіоном.
У 1979 році команда вдруге стає володарем «Кришталевого кубка». У фіналі, який пройшов у Москві 11 серпня, суперником «Динамо» (Тбілісі) було «Динамо» (Москва). Основний і додатковий час завершився без забитих голів. У серії одинадцятиметрових пенальті Тбілісці перемогли у серії пенальті з рахунком 5:4. Відзначиться зуміли Чівадзе, Дараселія, Шенгелія, Мачаідзе і Сулаквелідзе. Отарі Габелія зумів парирувати три удари.

«Динамо» (Тбілісі) виграло
Кубок володарів кубків УЄФА

### 1980-ті роки
13 травня 1981 року «Динамо» (Тбілісі) виграло Кубок володарів кубків УЄФА. У західній Німеччині в місті Дюссельдорф тбілісці обіграли «Карл Цейс» з німецького міста Єна, з рахунком 2:1.
Голи Володимира Гуцаєва та Віталія Дараселія золотими літерами записалися в історію грузинського футболу, а «Динамо» стало найсхіднішою командою що виграла Єврокубок. У 1982 році «Динамо» знову була близька до єврофіналу, але вибилася з розіграшу в півфіналі. 13 грудня того ж року трагічно помер автор золотого м'яча - Віталій Дараселія.
З 1983 го року в історії «Динамо» починається другий кризовий період. У чемпіонаті виходить на низькі місця і з розіграшу кубка вибувають на ранній стадії. На Єврокубках виступить лише один раз.
27 жовтня 1989 року «Динамо» проводить свій 1424-й і останній матч чемпіонату СРСР. Напевно дуже символічно, що «Динамо» свою останню гру зіграла з тією командою, з якою почався довгий і цікавий шлях. Тбілісці з Київським «Динамо», як і 7 вересня 1936 року зіграли в нічию 2:2, у Динамівців відзначилися Каха Гогічаішвілі і Темурі Кецбая.

### Статистика (1936—1989)
«Заслужені майстри спорту»: 1941 — Шота Шавгулідзе; 1943 — Ассір Гальперін, Григорій Пачулія; 1944 — Борис Пайчадзе; 1946 — Михайло Бердзенішвілі, Гайоз Джеджелава; 1947 — Андрій Жорданія; 1948 — Григорій Гагуа, Арчіл Кікнадзе, Віктор Панюков, Сергій Шудра; 1951 — Георгій Антадзе, Автанділ Гогоберідзе, Михайло Мінаєв; 1952 — Ніязі Дзяпшина, Володимир Марганія; 1955 — Андрій Зазроєв; 1960 — Слава Метревелі; 1963 — Заур Калоєв; 1965 — Михайло Месхі, Гіві Чохелі; 1969 — Сергій Котрікадзе, Муртаз Хурцилава, Шота Яманідзе; 1981 — Отарі Габелія, Володимир Гуцаєв, Віталій Дараселія, Давид Кіпіані, Тамаз Костава, Тенгіз Сулаквелідзе, Нодар Хізанішвілі, Шота Хінчагашвілі, Олександр Чивадзе, Рамаз Шенгелія; 1988 — Гела Кеташвілі.
«Майстри спорту міжнародного класу»: 1966 — Слава Метревелі, Муртаз Хурцилава; 1967 — Георгій Січінава; 1972 — Реваз Дзодзуашвілі; 1973 — Гіві Нодія; 1976 — Володимир Гуцаєв, Давид Кіпіані; 1980 — Віталій Дараселія, Тенгіз Сулаквелідзе, Олександр Чивадзе, Рамаз Шенгелія; 1981 — Важа Жванія, Нугзар Какілашвілі, Давид Муджирі, Заур Сванадзе, Георгій Тавадзе, Георгій Чилая.
Золотими медаллями, за перемогу в чемпіонаті, нагороджені: Сергій Котрікадзе, Слава Метревелі, Михайло Месхі, Шота Яманідзе, Борис Січінава, Джемал Зейнклішвілі, Гурам Петріашвілі, Гурам Цховребов, Георгій Січінава, Ілля Датунашвілі, Володимир Баркая, Олександр Апшев (1964), Давид Гогія, Володимир Гуцаєв, Віталій Дараселія, Давид Кіпіані, Нодар Хізанішвілі, Шота Хінчагашвілі, Олександр Чивадзе, Рамаз Шенгелія, Вахтанг Корідзе, Манучар Мачаїдзе, Гоча Мачаїдзе, Піруз Кантеладзе, Давид Муджирі (1978). 
Понад 200 матчів у першості провели:
| М   | Гравець              | Ігри  |
|     |                      |       |
| 1.  | Автанділ Гогоберідзе | — 341 |
| 2.  | Олександр Чивадзе    | — 324 |
| 3.  | Володимир Гуцаєв     | — 303 |
| 4.  | Шота Яманідзе        | — 301 |
| 5.  | Манучар Мачаїдзе     | — 295 |
| 6.  | Муртаз Хурцилава     | — 292 |
| 7.  | Михайло Месхі        | — 284 |
| 8.  | Рамаз Шенгелія       | — 282 |
| 9.  | Тенгіз Сулаквелідзе  | — 279 |
| 10. | Отарі Габелія        | — 271 |
| 11. | Гурам Петріашвілі    | — 269 |
| 12. | Вахтанг Челідзе      | — 256 |

| М   | Гравець            | Ігри  |
|     |                    |       |
| 13. | Заур Сванадзе      | — 246 |
| 14. | Давид Кіпіані      | — 245 |
| 15. | Шота Хінчагашвілі  | — 242 |
| 16. | Сергій Котрікадзе  | — 241 |
| 17. | Борис Січінава     | — 240 |
| 18. | Слава Метревелі    | — 238 |
| 19. | Реваз Дзодзуашвілі | — 233 |
| 20. | Володимир Баркая   | — 227 |
| 21. | Кахі Асатіані      | — 217 |
| 22. | Гіві Нодія         | — 210 |
| 23. | Заур Калоєв        | — 203 |

Понад 100 лігових матчів провели: Ілля Датунашвілі — 199, Нугзар Какілашвілі — 198, Віктор Панюков — 194, Віталій Дараселія — 192, Піруз Кантеладзе — 184, Георгій Гавашелі — 183, Борис Пайчадзе — 181, Ніязі Дзяпшина — 179, Володимир Марганія — 179, Георгій Антадзе — 177, Давид Гогія — 176, Григорій Цаава — 173, Джемал Зейнклішвілі — 171, Володимир Елошвілі — 166, Ібрагім Сарджвеладзе — 165, Георгій Січінава — 163, Рамаз Урушадзе — 161, Нодар Хізанішвілі — 160, Гіві Чохелі — 159, Реваз Челебадзе — 159, Григорій Гагуа — 155, Гіві Хочолава — 154, Сосо Чедія — 154, Гурам Цховребов — 151, Арчіл Кікнадзе — 150, Костянтин Гагнідзе — 149, Давид Муджирі — 148, Реваз Махарадзе — 147, Вахтанг Корідзе — 145, Гела Кеташвілі — 137, Гайоз Джеджелава — 136, Вахтанг Рехвіашвілі — 133, Гоча Мачаїдзе — 133, Зорбег Ебралідзе — 132, Михайло Бердзенішвілі — 126, Тенгіз Мелашвілі — 126, Микола Тодрія — 123, Олексій Іліаді — 121, Сергій Кутівадзе — 119, Олександр Котрікадзе — 116, Віктор Бережний — 109, Леван Нодія — 106, Малхаз Арзіані — 106, Гія Гурулі — 104, Тамаз Костава — 102, Григорій Челідзе — 101.
Двадцятка найкращих голеадорів тбіліського «Динамо» в історії чемпіонатів СРСР:
| М   | Гравець              | Голи  |
|     |                      |       |
| 1.  | Автанділ Гогоберідзе | — 127 |
| 2.  | Рамаз Шенгелія       | — 120 |
| 3.  | Борис Пайчадзе       | — 106 |
| 4.  | Заур Калоєв          | — 95  |
| 5.  | Давид Кіпіані        | — 78  |
| 6.  | Гіві Нодія           | — 76  |
| 7.  | Володимир Баркая     | — 68  |
| 8.  | Шота Яманідзе        | — 66  |
| 9.  | Гайоз Джеджелава     | — 61  |
| 10. | Михайло Месхі        | — 53  |

| М   | Гравець           | Голи |
|     |                   |      |
| 11. | Слава Метревелі   | — 52 |
|     | Реваз Челебадзе   | — 52 |
| 13. | Георгій Гавашелі  | — 48 |
| 14. | Ілля Датунашвілі  | — 47 |
|     | Володимир Гуцаєв  | — 47 |
| 16. | Олександр Чивадзе | — 44 |
| 17. | Манучар Мачаїдзе  | — 42 |
| 18. | Віктор Бережний   | — 41 |
| 19. | Георгій Антадзе   | — 40 |
| 20. | Віктор Панюков    | — 39 |

Рекордсмен клубу за результативністю в одній першості: Автанділ Гогоберідзе — 25 забитих м'ячів (1950). Найвлучніші гравці чемпіонатів СРСР:
| Гравець              | Роки (голи)            |
| Борис Пайчадзе       | — 1937 (8)             |
| Автанділ Гогоберідзе | — 1951 (16), 1953 (14) |
| Заур Калоєв          | — 1959 (16), 1960 (20) |
| Ілля Датунашвілі     | — 1966 (20)            |
| Георгій Гавашелі     | — 1968 (22)            |
| Гіві Нодія           | — 1970 (17)            |
| Рамаз Шенгелія       | — 1981 (23)            |

Найрезультативніші гравці клубу по сезонам:
| Сезон    | Гравець                               | Голи |
|          |                                       |      |
| 1936 (в) | Борис Пайчадзе                        | — 7  |
| 1936 (о) | Борис Пайчадзе, Михайло Бердзенішвілі | — 6  |
| 1937     | Борис Пайчадзе                        | — 8  |
| 1938     | Борис Пайчадзе                        | — 14 |
| 1939     | Борис Пайчадзе                        | — 19 |
| 1940     | Гайоз Джеджелава                      | — 13 |
| 1941     | Борис Пайчадзе, Віктор Панюков        | — 6  |
| 1945     | Георгій Антадзе                       | — 9  |
| 1946     | Борис Пайчадзе                        | — 15 |
| 1947     | Гайоз Джеджелава                      | — 12 |
| 1948     | Гайоз Джеджелава                      | — 11 |
| 1949     | Андрій Зазроєв                        | — 19 |
| 1950     | Автанділ Гогоберідзе                  | — 25 |
| 1951     | Автанділ Гогоберідзе                  | — 16 |
| 1952     | Автанділ Чкуаселі                     | — 7  |
| 1953     | Автанділ Гогоберідзе                  | — 14 |
| 1954     | Автанділ Гогоберідзе                  | — 10 |
| 1955     | Автанділ Гогоберідзе                  | — 9  |
| 1956     | Автанділ Чкуаселі                     | — 11 |
| 1957     | Борис Хасая                           | — 7  |
| 1958     | Шота Яманідзе                         | — 10 |
| 1959     | Заур Калоєв                           | — 16 |
| 1960     | Заур Калоєв                           | — 20 |
| 1961     | Заур Калоєв                           | — 14 |
| 1962     | Заур Калоєв                           | — 13 |
| 1963     | Володимир Баркая                      | — 15 |
| 1964     | Ілля Датунашвілі                      | — 13 |

| Сезон    | Гравець                                        | Голи |
|          |                                                |      |
| 1965     | Володимир Баркая                               | — 9  |
| 1966     | Ілля Датунашвілі                               | — 20 |
| 1967     | Гіві Нодія                                     | — 13 |
| 1968     | Георгій Гавашелі                               | — 22 |
| 1969     | Гіві Нодія                                     | — 10 |
| 1970     | Гіві Нодія                                     | — 17 |
| 1971     | Гіві Нодія                                     | — 7  |
| 1972     | Гіві Нодія                                     | — 8  |
| 1973     | Гіві Нодія                                     | — 11 |
| 1974     | Манучар Мачаїдзе                               | — 7  |
| 1975     | Давид Кіпіані                                  | — 12 |
| 1976 (в) | Давид Кіпіані                                  | — 6  |
| 1976 (о) | Давид Кіпіані, Зураб Церетелі, Реваз Челебадзе | — 3  |
| 1977     | Давид Кіпіані                                  | — 14 |
| 1978     | Рамаз Шенгелія                                 | — 15 |
| 1979     | Реваз Челабадзе                                | — 9  |
| 1980     | Рамаз Шенгелія                                 | — 17 |
| 1981     | Рамаз Шенгелія                                 | — 23 |
| 1982     | Рамаз Шенгелія                                 | — 16 |
| 1983     | Рамаз Шенгелія                                 | — 11 |
| 1984     | Рамаз Шенгелія                                 | — 9  |
| 1985     | Олександр Чивадзе                              | — 7  |
| 1986     | Реваз Челабадзе                                | — 10 |
| 1987     | Рамаз Шенгелія                                 | — 9  |
| 1988     | Гія Гурулі                                     | — 9  |
| 1989     | Каха Качарава                                  | — 8  |

У Кубку СРСР найбільше матчів провів Манучар Мачаїдзе (56), найрезультативніший гравець — Борис Пайчадзе (29 голів). У вирішальних матчах Кубка СРСР 1976 і 1978 років брали участь: Володимир Гуцаєв, Давид Кіпіані, Манучар Мачаїдзе, Шота Хінчагашвілі, Олександр Чивадзе (всі — двічі), Давид Гогія, Отарі Габелія, Віталій Дараселія, Тенгіз Сулаквелідзе, Нодар Хізанішвілі, Рамаз Шенгелія, Піруз Кантеладзе, Вахтанг Корідзе, Давид Муджирі, Гоча Мачаїдзе, Зорбег Ебралідзе, Реваз Челебадзе, Вахтанг Копалейшвілі, Зураб Церетелі і Нугзар Какілашвілі.
З 1972 по 1987 рік динамівці брали участь у десяти розіграшах європейських клубних турнірів. Найбільшу кількість матчів у цей час провели:
| М   | Гравець             | Ігри |
|     |                     |      |
| 1.  | Олександр Чивадзе   | — 40 |
| 2.  | Рамаз Шенгелія      | — 38 |
| 3.  | Давид Кіпіані       | — 35 |
| 4.  | Володимир Гуцаєв    | — 34 |
| 5.  | Шота Хінчагашвілі   | — 32 |
|     | Отарі Габелія       | — 32 |
|     | Віталій Дараселія   | — 32 |
| 8.  | Тенгіз Сулаквелідзе | — 31 |
| 9.  | Манучар Мачаїдзе    | — 26 |
| 10. | Нодар Хізанішвілі   | — 21 |

| М   | Гравець          | Ігри |
|     |                  |      |
| 11. | Давид Муджирі    | — 20 |
| 12. | Давид Гогія      | — 19 |
| 13. | Піруз Кантеладзе | — 18 |
| 14. | Тамаз Костава    | — 17 |
|     | Заур Сванадзе    | — 17 |
| 16. | Вахтанг Корідзе  | — 16 |
| 17. | Реваз Челебадзе  | — 14 |
| 18. | Гоча Мачаїдзе    | — 13 |
| 19. | Георгій Тавадзе  | — 11 |
| 20. | Зорбег Ебралідзе | — 10 |

Автори забитих м'ячів у цих турнірах:
| М   | Гравець             | Голи |
|     |                     |      |
| 1.  | Рамаз Шенгелія      | — 19 |
| 2.  | Давид Кіпіані       | — 10 |
| 3.  | Володимир Гуцаєв    | — 8  |
| 4.  | Олександр Чивадзе   | — 6  |
|     | Тенгіз Сулаквелідзе | — 6  |
| 6.  | Гіві Нодія          | — 5  |
| 7.  | Віталій Дараселія   | — 4  |
| 8.  | Реваз Челебадзе     | — 3  |
| 9.  | Манучар Мачаїдзе    | — 2  |
|     | Леван Нодія         | — 2  |
| 11. | Георгій Гавашелі    | — 1  |

| М   | Гравець           | Голи |
|     |                   |      |
| 11. | Вахтанг Челідзе   | — 1  |
|     | Зураб Церетелі    | — 1  |
|     | Кахі Асатіані     | — 1  |
|     | Зорбег Ебралідзе  | — 1  |
|     | Піруз Кантеладзе  | — 1  |
|     | Георгій Чилая     | — 1  |
|     | Важа Жванія       | — 1  |
|     | Нодар Хізанішвілі | — 1  |
|     | Гія Гурулі        | — 1  |
|     | Сосо Чедія        | — 1  |

Футболістом року в СРСР визнавалися: Давид Кіпіані (1977), Рамаз Шенгелія (1978, 1981) і Олександр Чивадзе (1980).
Найкращим воротарем сезону обирали Сергія Котрікадзе (1962) і Отарі Габелія (1979).
Під першим номером до списку «33 кращих футболістів сезону» входили:
| Гравець              | Кількість (роки)                               |
| Олександр Чивадзе    | — 7 (1979, 1980, 1981, 1982, 1983, 1984, 1986) |
| Михайло Месхі        | — 5 (1960, 1961, 1962, 1964, 1965)             |
| Муртаз Хурцилава     | — 5 (1968, 1969, 1971, 1972, 1973)             |
| Реваз Дзодзуашвілі   | — 4 (1969, 1971, 1972, 1973)                   |
| Гіві Чохелі          | — 3 (1960, 1961, 1962)                         |
| Слава Метревелі      | — 3 (1964, 1965, 1968)                         |
| Володимир Гуцаєв     | — 3 (1972, 1978, 1979)                         |
| Тенгіз Сулаквелідзе  | — 3 (1980, 1981, 1984)                         |
| Гіві Нодія           | — 2 (1969, 1970)                               |
| Шота Хінчагашвілі    | — 2 (1976, 1977)                               |
| Давид Кіпіані        | — 2 (1977, 1978)                               |
| Манучар Мачаїдзе     | — 2 (1978, 1979)                               |
| Гайоз Джеджелава     | — 1 (1938)                                     |
| Автанділ Гогоберідзе | — 1 (1951)                                     |
| Шота Яманідзе        | — 1 (1964)                                     |
| Кахі Асатіані        | — 1 (1969)                                     |
| Давид Гогія          | — 1 (1978)                                     |
| Тамаз Костава        | — 1 (1978)                                     |
| Віталій Дараселія    | — 1 (1981)                                     |
| Рамаз Шенгелія       | — 1 (1981)                                     |

Статистика виступів тбіліського «Динамо» в офіційних турнірах:
| Турнір               |    |      |     |     |     |           |      |      |
| Турнір               | С  | І    | В   | Н   | П   | РМ        | О    | %    |
| -------------------- | -- | ---- | --- | --- | --- | --------- | ---- | ---- |
| Чемпіонат СССР (Д-1) | 51 | 1424 | 621 | 406 | 397 | 2176:1677 | 1648 | 57,9 |
| Чемпіонат СССР (Д-2) | 1  | 6    | 5   | 1   | 0   | 19:4      | 11   | 91,7 |
| Кубок СССР           | 49 | 167  | 98  | 22  | 47  | 325:187   | 218  | 65,3 |
| Кубок Федерації      | 4  | 21   | 6   | 6   | 9   | 26:28     | 18   | 42,9 |
| Кубок чемпіонів      | 1  | 4    | 1   | 0   | 3   | 7:8       | 2    | 25,0 |
| Кубок кубків         | 3  | 21   | 11  | 3   | 7   | 30:17     | 25   | 59,5 |
| Кубок УЄФА           | 6  | 26   | 13  | 5   | 8   | 39:32     | 31   | 59,6 |

У складі першої збірної СРСР виступали 29 гравців: Кахі Асатіані, Володимир Баркая, Отарі Габелія, Автанділ Гогоберідзе, Володимир Гуцаєв, Віталій Дараселія, Реваз Дзодзуашвілі, Заур Калоєв, Гела Кеташвілі, Давид Кіпіані, Вахтанг Корідзе, Тамаз Костава, Сергій Кутівадзе, Манучар Мачаїдзе, Михайло Месхі, Слава Метревелі, Гіві Нодія, Георгій Січінава, Тенгіз Сулаквелідзе, Рамаз Урушадзе, Нодар Хізанішвілі, Шота Хінчагашвілі, Муртаз Хурцилава, Гурам Цховребов, Реваз Челебадзе, Олександр Чивадзе, Автанділ Чкуаселі, Гіві Чохелі, Рамаз Шенгелія.
За олімпійську команду грали: Автанділ Гогоберідзе, Володимир Гуцаєв, Заур Калоєв, Гела Кеташвілі, Давид Кіпіані, Сергій Котрікадзе, Манучар Мачаїдзе, Гіві Нодія, Муртаз Хурцилава і Шота Яманідзе.

### 1990-ті роки
У 1990 році Федерація Футболу Грузії вийшла зі складу Федерації футболу СРСР. Це означало, що Грузинські клуби більше не братимуть участь у Радянському Чемпіонаті. З цього періоду починається новітня історія «Динамо» (Тбілісі).
Першу зустріч Динамівці провели на власній арені проти — Потійського Колхеті-1913, 30 березня 1990 року. Несподівано Динамівці поступилися супернику з рахунком 0:0. Єдиний гол у свої ворота забив капітан тбілісців Гела Кеташвілі. «Динамо» все одно довела, що була сильнішою своїх суперників і стала чемпіоном. Цим титулом команда володіла дев'ять років поспіль.
У 1992 році команда вперше виграє національний кубок, перемігши сухумський Цхумі. У 1993 році «Динамо» вперше зробила дубль, вигравши чемпіонат і кубок Грузії. Але важливіше було те, що «Динамо» виступила на Єврокубках, як команда що представляє суверенну Грузію.
18 серпня 1993 року «Динамо» (Тбілісі) обіграла Лінфілд з Белфаста з рахунком 2:2. Голи в матчі забили Шота Арвеладзе та Гела Іналішвілі. Відповідна зустріч завершилася внічию 1:1 і «Динамо» готувалася до гри проти данського Копенгагена але УЄФА зняла чемпіона Грузії з розіграшу, через спробу підкупу арбітра.
У 1996 році «Динамо» під керівництвом Давида Кіпіані, пройшла три етапи Кубка УЄФА. Після перемоги над люксембурзьким Гревенмахером (4:0, 2:2), норвезьким Молде (2:1, 0:0) і московським Торпедо (1:0, 1:1), динамівці поступилися португальській Боавішті (1:0, 0:5). У тому ж 1996 році «Динамо» виграло перший Суперкубок країни. Для «Динамо» ставало все важче утримувати лідерські позиції і в двохтисячному році поступилося чемпіонським титулом.

### 2000-ні роки

Логотип клубу у 2008–2011 роках

На початку двохтисячних «Динамо» (Тбілісі) очолив бізнесмен — Бадрі Патаркацишвілі. У 2003 році клуб зумів зробити дубль, вигравши першість і кубок Грузії. На наступний рік «Динамо» ще раз опанувало Кубком, а в 2005-му стали чемпіонами. У 2004 році «Динамо» (Тбілісі) під керівництвом хорватського тренера — Іво Шушака здобула перемогу на міжнародній арені. У Москві на Кубку Співдружності динамівці у фіналі обіграли ризький Сконто з рахунком 3:1. У тому ж році тбілісці успішно пройшли кваліфікаційні раунди Кубка Уєфа, обігравши БФТЕ (1:0, 3:2), празьку Славію (2:0, 1:3), Віслу (2:1, 3:4) і потрапили на груповий етап, де суперниками команди були: Ньюкасл Юнайтед, Спортінг (Лісабон), Сошо і Паніоніос. Команда програла всі чотири зустрічі. Очолював команду — Гіа Гегучадзе.
Останній раз титул чемпіона Грузії «Динамо» завоювала в 2008 році, під керівництвом знаменитого чеського тренера — Душана Угріна. Кубок Грузії Динамівці востаннє виграли в 2009 році, обігравши Олімпі з Руставі за серіями пенальті. У січні 2011 року власником «Динамо» (Тбілісі) став відомий Грузинський бізнесмен — Роман Піпія. Команда успішно пройшла три етапу Ліги Європи, але в плей-офф в додатковий час не зуміли обіграти афінський АЕК (0:1, 1:1). Сезон 2011/12 для «Динамо» виявився невдалим і команда залишилася без призового місця.
Після приходу пана Піпія з першого дня відбувається загальна модернізація клубу. Відбулася повна реконструкція спортивно-тренувальної бази в Дігомі. Сьогодні тренувальна база «Динамо», є однією з найкращих у регіоні. На стадіоні — Динамо Арена, старе покриття замінили новим, високоякісним газоном. Почала функціонувати оновлена Дитяча футбольна академія імені легендарного грузинського футболіста — Віталія Дараселія.
Сезон 2012/13 «Динамо» (Тбілісі) завершило тріумфально. Після десятирічної паузи команда виграла національну першість і кубок Грузії.

## Досягнення

### Європа
- Кубок володарів Кубків УЄФА
  -  (1) 1981

### Міжнародні змагання
- Кубок Співдружності
  -  (1) 2004
  -  (1) 1995

### Грузія
- Ліга Умаглесі
  -  (19) 1990, 1991, 1992, 1993, 1994, 1995, 1996, 1997, 1998, 1999, 2003, 2005, 2008, 2013, 2014, 2016, 2019, 2020, 2022
  -  (8) 2007, 2009, 2010, 2011, 2017, 2018, 2021, 2023
  -  (6) 2000, 2001, 2002, 2004, 2006, 2015
- Кубок Грузії
  -  (13) 1992, 1993, 1994, 1995, 1996, 1997, 2003, 2004, 2009, 2013, 2014, 2015, 2016
  -  (3) 1998, 2010, 2024
- Суперкубок Грузії
  - (9) 1996, 1997, 1999, 2005, 2008, 2014, 2015, 2021, 2023
  -  (3) 1998, 2009, 2013

### СРСР
- Чемпіонат СРСР
  -  (2) 1964, 1978
  -  (5) 1939, 1940, 1951, 1953, 1977
  -  (13) 1936 (o), 1946, 1947, 1950, 1959, 1962, 1967, 1969, 1971, 1972, 1976 (в), 1976 (о), 1981
- Кубок СРСР
  - (2) 1976, 1979
  -  (6) 1936, 1937, 1946, 1960, 1970,1980.
- Переможець турніру"Підсніжник"🏆1969,

## Склад команди
Згідно з офіційним сайтом [Архівовано 3 квітня 2013 у Wayback Machine.] станом на 23 червня 2013 року.

| №  | Поз. | Нац.   | Гравець            |
| -- | ---- | ------ | ------------------ |
| 12 | ВР   | Грузія | Омар Мігінейшвілі  |
| 89 | ВР   | Грузія | Ніка Даушвілі      |
| 3  | ЗХ   | Грузія | Лаша Тотадзе       |
| 4  | ЗХ   | Грузія | Ніка Чантурія      |
| 5  | ЗХ   | Грузія | Георгі Мхедлішвілі |
| 70 | ЗХ   | Грузія | Лаша Шергелашвілі  |
| 15 | ПЗ   | Грузія | Георгій Папава     |
| 18 | ЗХ   | Грузія | Давіт Саджая       |
| 2  | ЗХ   | Грузія | Отар Какабадзе     |

| №  | Поз. | Нац.    | Гравець           |
| -- | ---- | ------- | ----------------- |
| 88 | ПЗ   | Грузія  | Іраклі Дзарія     |
| 28 | НП   | Іспанія | Чіско             |
| 7  | ПЗ   | Грузія  | Гіоргі Джанелідзе |
| 6  | ПЗ   | Грузія  | Мате Цінцадзе     |
| 14 | ПЗ   | Грузія  | Лаша Парунашвілі  |
| 22 | ЗХ   | Грузія  | Саба Лобжанідзе   |
| 23 | НП   | США     | Гіоргі Чіргадзе   |
| 9  | НП   | Грузія  | Ніколоз Сабанадзе |
| 11 | НП   | Грузія  | Буду Зівзівадзе   |

## Емблеми

Лого у 1990—1992
Лого у 1993—1995
Лого у 1995—2001
Лого у 2001—2011
Лого у сезоні 2011/12
Лого у сезоні 2012/13
Логотип з 2013 року

## Спонсори
- ПриватБанк
- Nike